# 浩々洞
浩々洞（こうこうどう）は、清沢満之を中心として開かれた真宗大学の学生らの私塾である。1900年（明治33年）4月設立、1917年（大正6年）解散。

## 年表
1900年（明治33年）4月、近角常観の洋行に際して本郷森川の寮の留守を引き受け、若き近代真宗求道者達の共同生活が始まる。
1901年（明治34年）1月15日、雑誌『精神界』を発刊する。
1901年（明治34年）11月から毎週日曜日精神講話（後に日曜講話）を開く。
1902年（明治35年）6月、本郷東片町に移転する。
1902年（明治35年）12月、本郷曙町に移転する。
1903年（明治36年）6月6日、清沢満之亡くなる。
1904年（明治37年）、巣鴨に移転する。
1909年（明治42年）、小石川に移転する。
1917年（大正6年）、浩々洞閉じる。
- 暁烏敏の回想によると「議論と大笑の処」であったという。
- 浩々洞のメンバーを「浩々洞の同人」という。

## 主なメンバー
- 1900年（明治33年）4月：清沢満之、月見覚了、原子広宣（侍者）
- 1900年（明治33年）9月：暁烏敏、佐々木月樵、多田鼎（浩々洞三羽烏）
- 1901年（明治34年）10月：近藤純悟
- 1903年（明治36年）3月：曽我量深
- 1904年（明治37年）巣鴨移転：加藤智学、隈部慈明
- 1909年（明治42年）小石川移転：木場了本、京極一蔵、鈴木俊栄
- 1911年（明治44年）：午腸鉄乗、谷内正順

以後：金子大栄、赤沼智善、山辺習学